# ОШ „Вук Караџић” Пожаревац
Основна школа „Вук Караџић” у Пожаревцу, као образовна установа, почела је са радом 1887. године као „Пожаревачка бурјанска школа”, која је имала само једно одељење трећег разреда са 45 ученика, које је водио учитељ Алекса Димитријевић.

## Историјат школе
У близини првобитне мале школске зграде, која се налазила на месту званом „Запис“, 1895. године, подигнута је „Прва занатлијска школа” или „Зграда изложбе”, чије просторије одмах почиње да користи „Бурјанска школа” за одржавање наставе. Пошто су зграде изграђене од лошег материјала, нису одговарале најелементарнијим хигијенско-педагошким захтевима, донета је одлука да се изгради нова школска зграда на државном плацу у „Бурјану”.
Изградња нове школске зграде за потребе основних школа започета је 10. јуна 1908. године и трајала је до 30. јуна 1909. године. Школска зграда је имала четири учионице и две канцеларије. Крајем августа 1909. године, школска зграда „Прве занатлијске школе” је напуштена, а њена одељења су преведена у нову зграду у „Бурјану“.
Тако је Пожаревац добио своју прву државну школску зграду за потребе основних школа. Била је то прва и једина школска зграда све до 1939. године.
Назив „Вук Караџић” добила је школске 1913/14. године. До коренитих промена у раду школе долази школске 1958/59. године када је почела да ради као осмогодишња школа. Исте године дошло је до припајања Основне школе из Забеле са Основном школом «Вук Караџић» из Пожаревца. Због повећања броја ученика било је потребно проширити школу. Изградња новог дела школе завршена је 1. марта 1964. године и тако је уз стару изграђена нова школска зграда са 9 учионица, 3 канцеларије, фискултурном салом и радионицом.
Већ 1965. године школи се припаја ОШ „Бранислав Нушић” из Дубравице са подручном школом из Батовца, а 1975. године им се припаја и ОШ „Драги Дулић Моравац” из Живице са подручним школама из Драговца и Брежана.
Године 1977. дограђен је део школе до Ратарске улице, који чине амбуланта, трпезарија и кухиња у приземном делу и три учионице и три канцеларије на спратном делу школе.
На том делу школе 2003. године дограђен је још један спрат са пет учионица, односно кабинета

## Школа данас
Школа се налази се у Моравској улици број 2 у Пожаревцу на раскрсници трију улица. Настава се одвија у матичној школи и у шест издвојених школа. Матична школа има 12 учионица, 5 кабинета, библиотеку, фискултурну салу са 2 свлачионице, кухињу са трпезаријом, зборницу за наставнике, канцеларије, педагошко-психолошку службу и амбуланту. Школа има два дворишта са теренима за фудбал и кошарку.
Школа у Забели има седам учионица, канцеларију и терене за фудбал, одбојку и кошарку. Остале издвојене школе имају по две учионице, канцеларију и терен. Издвојене школе од матичне удаљене су 6-17km.